# عدن بن عبدة (المفلحي)

تعديل مصدري - تعديل

عدن بن عبدة هي إحدى قرى عزلة المفلحي بمديرية المفلحي التابعة لمحافظة لحج، بلغ تعداد سكانها 92 نسمة حسب تعداد اليمن لعام 2004.